# حق شرب
حق‌الشرب بهای آب رودخانه‌ها، قنات‌های دولتی و امثال آن است که به کشاورزان فروخته می‌شود. حق‌الشرب نرخ ثابتی ندارد و بر حسب زمان و مکان تغییر می‌کند.